# Юсуф IV ібн аль-Мавл
Абу'ль-Хаджадж Юсуф IV (араб. أبو الحجاج يوسف الرابع‎; бл. 1370 — 1432) — 16-й емір Гранадського емірату в січні—квітні 1432 року. У християн відомий як Абенальмао.

## Життєпис
Син Мухаммада аль-Мавль, що походив зі знатного кордовського роду, та доньки Мухаммада VI, еміра Гранади. Народився близько 1370 року. Про молоді роки обмаль відомостей.
У травні 1431 року Ридван з клану Бану-Егас, який втік з Гранадськогое мірату, домовився з Хуаном II, королем Кастилії, щодо зведення на трон Гранади Юсуфа ібн аль-Мавла. Головною метою Ридвана було повалення еміра Мухаммада IX та його союзників — клану Бану-Саррай, внаслідок перемоги яких у 1429 році Ридван ібн Бану-Егас втік до Кастилії.
У травні почалася військова кампанія. 1 липня 1431 року в битві біля Ігеруели гранадське військо зазнало нищівної поразки. Ридван ібн Бану-Егас і кастильці зайняли міста Монтефріо, Камбіо, Ільйора, Касаробонелла, Турин, Ардасес і Ель-Касельяр. У грудні претендент на трон Юсуф ібн аль-Мавл захопив міста Ізнахар і Архідон. Мухаммад IX вночі втік з Гранади. Ридван з 600-ми кіннотниками захопив Гранаду, де знищив прихильників поваленого еміра. 1 січня 1432 року Юсуфа оголошено новим еміром Гранади.
Втім факт сходження на трон за підтримки кастильців, тісні відносини з цим королівством викликали невдовзі загальне невдоволення Юсуфом IV. Міста Гібралтар, Ронда і Сетеніл оголошують себе незалежними. Невдовзі Малага переходить на бік Мухаммада IX. У лютому прихильники Мухаммада IX зайняли Гранаду. Юсуф IV закріпилися в Альгамбрі, звідки звернулися по допомогу до кастильського короля. Але в березні кастильці, що йшли на допомогу Юсуфові IV, були переможені в битві біля Вега військами Мухаммада IX. У квітні того ж року Юсуф IV змушений був здатися Мухаммаду IX, який наказав його стратити.
Його син Абу-Селім втік до Кастилії, де його нащадки прийняли християнство, ставши сеньйорами де Кампотехар, а потім маркізами Торре-Альта. Сам Юсуф знайшов відображення в «Романсі про Абенальмао» — оповіданні, що зображує вигаданий діалог між Юсуфом і королем Кастилії Хуаном ІІ.